# Астеміров Анзор
Анзор Астеміров, також відомий як Емір Сайфулла (араб. سيف الله — меч Аллаха; 3 грудня 1976, Кременчук, Україна — † 24 березня 2010, Нальчик, Росія) — ісламський лідер терористичного угрупування у Кабардино-Балкарській Республіці. З 7 жовтня 2007 р. кадій Вищого Шаріатського Суду Кавказького емірату. Знаходився у російському федеральному розшуку.

## Біографія

### Проповідницька і правозахисна діяльність
Народився 3 грудня 1976 року у місті Кременчук Української РСР, куди у 1930-х роках переїхав його дід, побоюючись репресій за приналежність до дворянського роду. Батька звали Ельдар. За національністю — кабардинський адиг, нащадок черкеських князів.
На початку 1990-х рр. А. Астеміров за рекомендацією Духовного Управління мусульман Кабардино-Балкарії був відправлений до університету ім. імама Мухаммад бен Сауда в Ер-Ріяді (Саудівська Аравія) для духовної освіти. Закінчивши університет, Астеміров повернувся на батьківщину, де проповідував у одній з мечетей Нальчика.
У 1993 р групою молодих кабардинців і балкарців — випускників університету бен Сауда — був заснований Ісламський центр Кабардино-Балкарії, що об'єднував прихильників повернення до традиційних ісламських цінностей. Згодом був створений кабардино-балкарський джамаат, що об'єднував тих, хто дотримувалися всіх обов'язкових норм ісламу та ідеологічно протистояв офіційному промосковському духовному центру мусульман КБР. Анзор Астеміров брав найактивнішу участь у створенні Ісламського центру Кабардино-Балкарії, а також був близьким другом і заступником аміра кабардино-балкарського джамаату Артура (Муси) Мукожева.

Чисельність джамаату зростала і досягла, 10 тис. чоловік, що викликало незадоволення промосковської влади та офіційного мусульманського духовенства. У 1999 р. Ісламський центр Кабардино-Балкарії не був перереєстрований згідно з новими змінами до законодавства.
24 березня 2001 р. у містах Мінеральні води, Єсентуки та аулі Адиге Хабль Карачаєво-Черкесії відбулися теракти. Анзор Астеміров і Муса Мукожев були затримані за підозрою у причетності до них. Три місяці вони провели в СІЗО м. П'ятигорська, та російським спецслужбам не вдалося довести їхньої провини.

В 2002 р. у Нальчику на базі Ісламського центру Кабардино-Балкарії був створений Кабардино-Балкарський інститут ісламських досліджень. Анзор Астеміров обійняв у ньому посаду заступника директора з наукової роботи. Він виступав на численних семінарах присвячених ісламу, активно проповідував.
У червні 2003 р. в Москві відбувся організований фондом Сороса круглий стіл «Права національних меншин у Росії: ілюзії та реальність», у якому взяли участь представники правозахисних організацій, громадських об'єднань різних народів Росії, мусульманських організацій, співробітники МВС Росії, експерти-юристи. Анзор Астеміров виступив на цій зустрічі, заявивши, що в Кабардино-Балкарії мусульмани, що виконують основні вимоги своєї релігії піддаються дискримінації.
Переслідування членів кабардино-балкарського джамаату посилились восени 2004 р. — у Астемірова був конфіскований паспорт, щоб запобігти його виїзду за кордон.

### Початок збройної боротьби
14 грудня 2004 р. був здійснений напад на Управління федеральної служби РФ з контролю за незаконним обігом наркотиків у Нальчику. В ході операції був знищений черговий наряд міліції й вилучено понад 250 одиниць вогнепальної зброї. Правоохоронні органи РФ звинуватили в організації нападу Анзора Астемірова. Він був оголошений у федеральний розшук і перейшов на нелегальне становище.
13 жовтня 2005 р. в Нальчику о 9.15 ранку загін, до якого входило більш як з 200 бійців, одночасно атакував усі місця базування маріонеткових силових структур КБР та російських силових структур. Згідно з російськими даними в ході дводенних боїв у місті загинуло 92 повстанці, 35 співробітників федеральних силових структур, 14 цивільних. 129 співробітників федеральних силових структур отримали поранення. Пізніше було заарештовано близько 70 осіб, що на думку російських спецслужб були причетними до повстання. Кілька десятків осіб були оголошені у розшук.=
17 жовтня 2005 р. інформаційна агенція «Кавказ-центр» оприлюднило заяву Шаміля Басаєва, в якій йшлося про те, що повстання в Нальчику здійснили бійці Кабардино-Балкарського сектору Кавказького фронту, під керівництвом еміра Сейфулли — Анзора Астемірова. На доданому до заяви відеозаписі Астеміров був відзнятий поруч з Басаєвим під час меджлісу кабардино-балкарських моджахедів у лісі коло Нальчика напередодні подій 13 жовтня. Після подій у Нальчику 13-14 жовтня 2005 р. російські спецслужби оголосили Анзора Астемірова у розшук і призначили винагороду за інформацію про його місцеперебування.
Після цього він періодично виступає на сайті «Кавказ-центр» із закликами до мусульман вести джихад на території Кавказу.

### КадійАмірату Кавказ
7 жовтня 2007 р. Президент ЧРІ, Амір моджахедів Кавказу Доку Умаров оголосив про введення шаріатського правління на території Чеченської республіки Ічкерія і територіях Північного Кавказу, що є зоною воєнних дій. Також він проголосив утворення ісламської держави — Амірат Кавказ.
Амір Сайфула (Анзор Астеміров) указом Умарова був призначений кадієм Вищошо шаріатського суду Амірату Кавказ.

### Загибель
Загинув 24 березня 2010 р. у м. Нальчику, потрапивши у засідку, організовану спецназом ФСБ Росії.